# Mudi
Mudi é uma raça de cão oriunda da Hungria. Pouco se sabe sobre a origem desta raça, embora alguns afirmem que tenha surgido em algum momento compreendido entre os séculos XVIII e XIX de cruzamentos entre animais de pastoreio e pastores alemães. Fisicamente, pode chegar a medir 47 cm na altura da cernelha e pesar 13 kg. Cão de porte médio, tem as orelhas eretas e a pelagem ondulada na maior parte de seu corpo, exceto pela cabeça e membros. Seu temperamento é classificado como vigilante, vivaz e adaptável, além de ser considerado extremamente capaz de aprender. Devido à sua reconhecida coragem, é considerado excelente animal de pastoreio.